# Sazonovo
Sazonovo (in russo Сазоново?) è un insediamento di tipo urbano, nel Čagodoščenskij rajon dell'Oblast' di Vologda, nella Russia europea.